# 飯野逸平
飯野 逸平（いいの いっぺい、1884年（明治17年）8月21日 - 1963年（昭和38年）12月2日）は、日本の実業家。日本陶器取締役社長や、名古屋商工会議所副会頭などを務めた。藍綬褒章受章。

## 人物・経歴
日本陶器設立者の村井保固と同郷の愛媛県北宇和郡吉田町出身。宇和島中学校（現愛媛県立宇和島東高等学校）を経て、1904年森村組入社。1928年から日本陶器専務取締役を務め、アメリカ合衆国で研削砥石の調査を行い、日本陶器の砥石量産化に尽力した。1939年日本陶器社長。1946年名古屋商工会議所副会頭。1947年発明奨励委員会委員、日本窯工貿易相談役。1948年朝日陶器社長。1950年東洋プライウッド副社長。1953年日本貿易振興会名古屋支部長。1954年名古屋地方刑務審議部会委員。1956年藍綬褒章受章。1963年従五位勲四等旭日小綬章。